# Jaujac
Jaujac est une commune française, située dans le département de l'Ardèche en région Auvergne-Rhône-Alpes.
Il s'agit d'un modeste village rural situé dans un secteur de moyenne montagne positionné au cœur de la Cévenne ardéchoise, ses  habitants sont dénommés les Jaujaquois.

## Géographie

### Situation et description
Rattaché à la Communauté de communes Ardèche des Sources et Volcans du fait de sa position au sein de la Cévenne ardéchoise, le village de Jaujac est situé à 15 kilomètres à l'ouest d'Aubenas et à 50 kilomètres au nord-ouest de Montélimar.

### Communes limitrophes
Jaujac est limitrophe de neuf communes, toutes situées dans le département de l'Ardèche, à savoir : 
- Laboule, Rocles associées par la communauté de communes du Pays Beaume-Drobie ;
- Joannas et Prunet unies par la communauté de communes Val de Ligne ;
- Fabras, Meyras, Saint-Cirgues-de-Prades, La Souche et Thueyts, municipalités comprises dans la même communauté de communes que Jaujac à savoir celle de la communauté de communes Ardèche des Sources et Volcans.

Elles sont réparties géographiquement de la manière suivante :

### Géologie et relief

#### Relief
L'altitude du territoire communal varie de 332 à 1 207 mètres, entre la vallée du Lignon et les serres du Tanargue et de la Croix de Bauzon. Le bourg principal de Jaujac est bâti sur les pentes d'un ancien volcan couvert d'une châtaigneraie. Les chaussées basaltiques issues de ce volcan sur six kilomètres sont parmi les plus imposantes d'Europe et forment une chaussée des géants. La localité comprend le col de la Croix de Millet, situé à 776 mètres d'altitude.

#### Géologie
Le massif du Tanargue est de constitution majoritairement granitique. Localement, sur certaines parties du relief, le granite subit une métamorphose à la suite de son altération progressive, donnant alors naissance à des roches métamorphiques comme des schistes, des gneiss et même du grès. Consécutivement aux éruptions passées des volcans de la commune, on note également des roches d'origine volcaniques comme des basaltes, notamment sous forme de coulées basaltiques. Jaujac fait partie du bassin houiller de Lalevade d'Ardèche, aujourd'hui inexploité. Ce charbon trouve son origine par la présence d'une enclave de terrain stéphanien (schisto-gréseux) au sein de la vallée du Lignon.

### Hydrographie

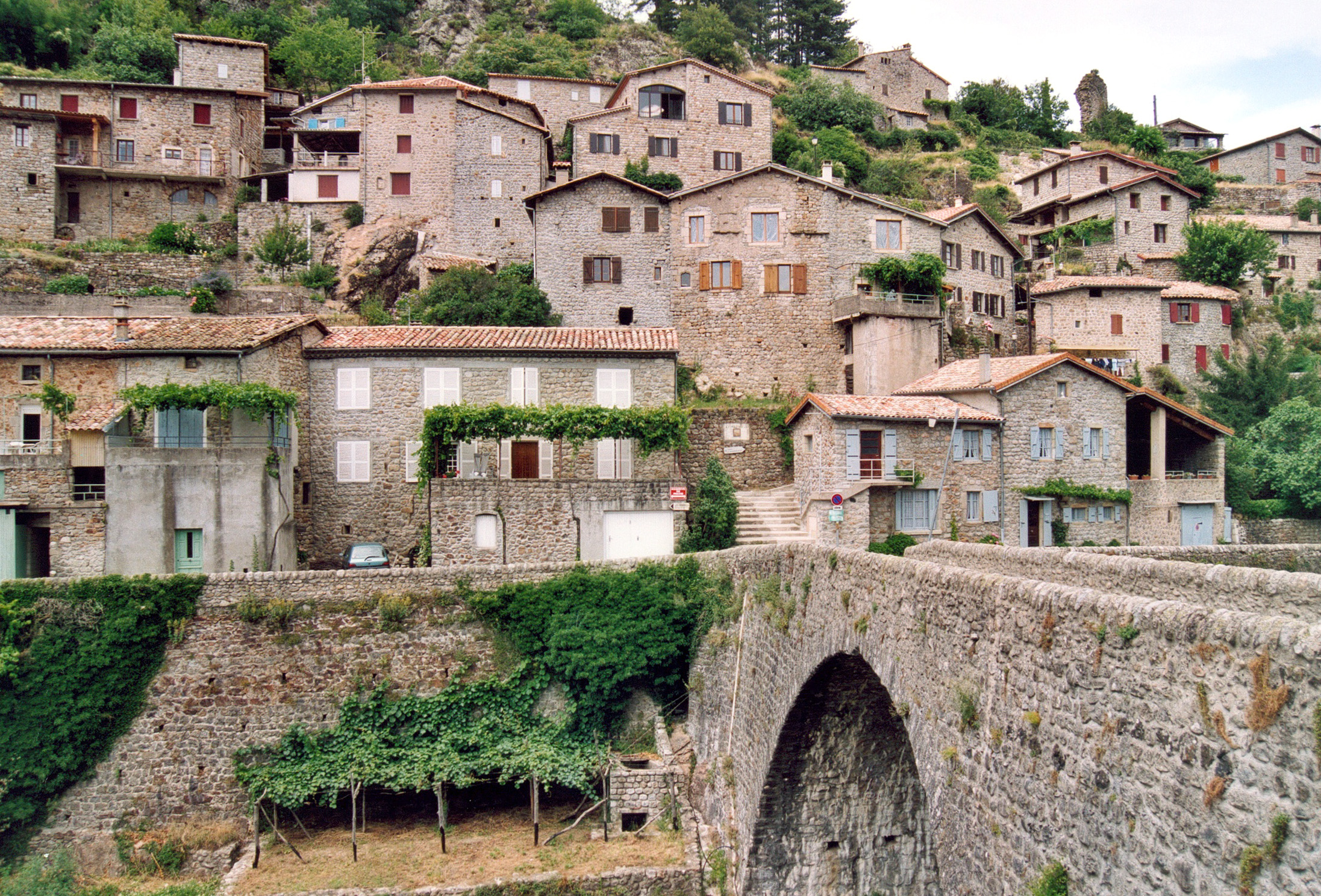
Pont sur le Lignon à Jaujac

Le territoire de Jaujac est traversé selon un axe est-ouest par la rivière le Lignon, un affluent droit de l'Ardèche.

### Climat
Pour des articles plus généraux, voir Climat d'Auvergne-Rhône-Alpes et Climat de l'Ardèche.
En 2010, le climat de la commune est de type climat méditerranéen franc, selon une étude du CNRS s'appuyant sur une série de données couvrant la période 1971-2000. En 2020, Météo-France publie une typologie des climats de la France métropolitaine dans laquelle la commune est exposée à un climat de montagne ou de marges de montagne et est dans la région climatique Sud-est du Massif Central, caractérisée par une pluviométrie annuelle de 1 000 à 1 500 mm, minimale en été, maximale en automne.
Pour la période 1971-2000, la température annuelle moyenne est de 11,7 °C, avec une amplitude thermique annuelle de 16,9 °C. Le cumul annuel moyen de précipitations est de 1 497 mm, avec 8,3 jours de précipitations en janvier et 5 jours en juillet. Pour la période 1991-2020, la température moyenne annuelle observée sur la station météorologique de Météo-France la plus proche, « Croix Millet », sur la commune de Prunet à 4 km à vol d'oiseau, est de 11,6 °C et le cumul annuel moyen de précipitations est de 1 590,2 mm,. Pour l'avenir, les paramètres climatiques de la commune estimés pour 2050 selon différents scénarios d'émission de gaz à effet de serre sont consultables sur un site dédié publié par Météo-France en novembre 2022.

## Urbanisme

### Typologie
Au 1er janvier 2024, Jaujac est catégorisée commune rurale à habitat dispersé, selon la nouvelle grille communale de densité à 7 niveaux définie par l'Insee en 2022.
Elle est située hors unité urbaine. Par ailleurs la commune fait partie de l'aire d'attraction d'Aubenas, dont elle est une commune de la couronne,. Cette aire, qui regroupe 68 communes, est catégorisée dans les aires de 50 000 à moins de 200 000 habitants,.

### Occupation des sols
L'occupation des sols de la commune, telle qu'elle ressort de la base de données européenne d’occupation biophysique des sols Corine Land Cover (CLC), est marquée par l'importance des forêts et milieux semi-naturels (87,7 % en 2018), une proportion sensiblement équivalente à celle de 1990 (87,8 %). La répartition détaillée en 2018 est la suivante : 
forêts (62,1 %), milieux à végétation arbustive et/ou herbacée (25,6 %), prairies (6,5 %), zones urbanisées (4,4 %), zones agricoles hétérogènes (1,4 %).
L'évolution de l’occupation des sols de la commune et de ses infrastructures peut être observée sur les différentes représentations cartographiques du territoire : la carte de Cassini (XVIIIe siècle), la carte d'état-major (1820-1866) et les cartes ou photos aériennes de l'IGN pour la période actuelle (1950 à aujourd'hui).

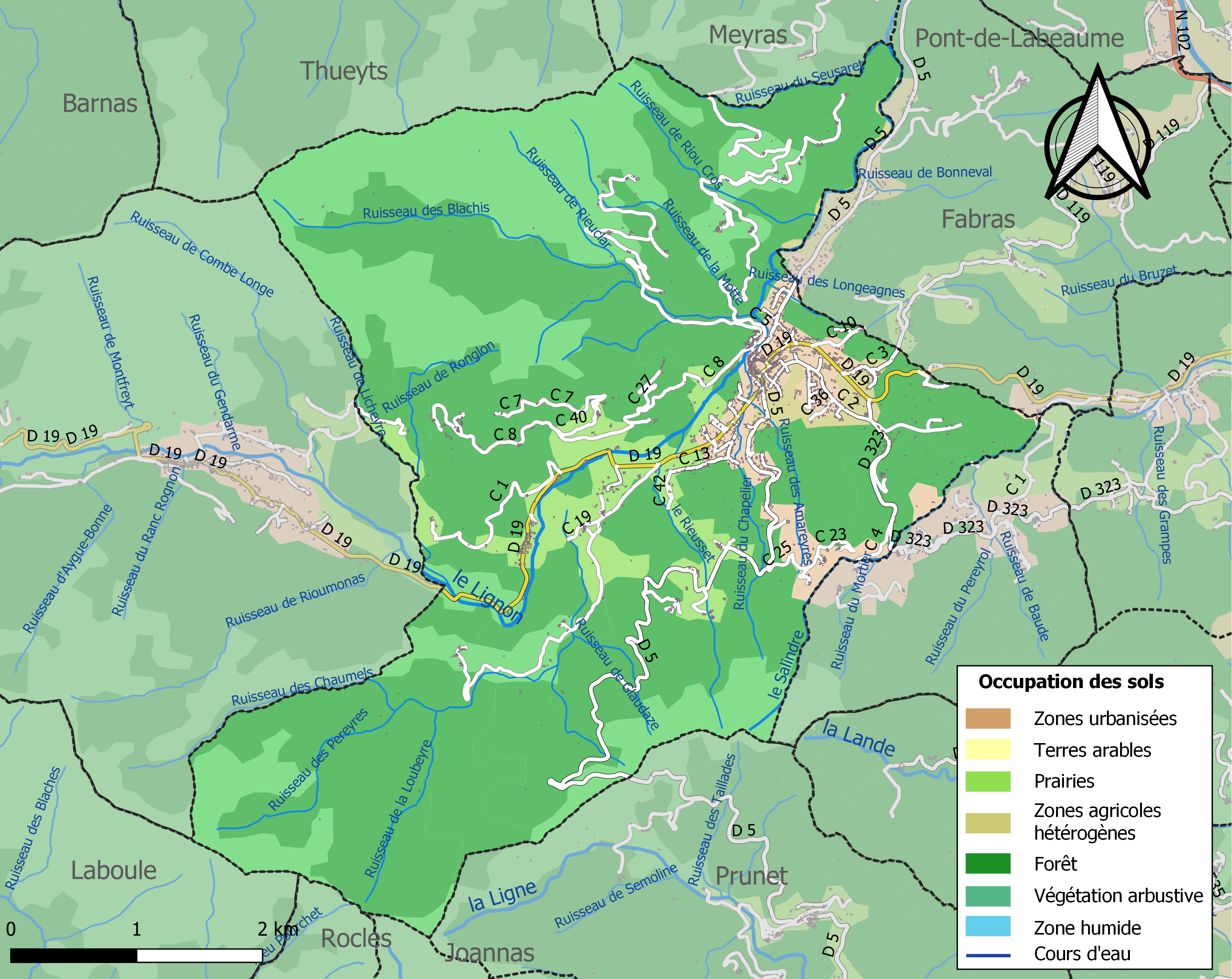
Carte des infrastructures et de l'occupation des sols de la commune en 2018 (CLC).

### Risques naturels

#### Risques sismiques
L'ensemble du territoire de la commune de Jaujac est situé en zone de sismicité no 2 dite faible (sur une échelle de 5), comme la plupart des communes situées sur le plateau et la montagne ardéchoise.
| Type de zone | Niveau           | Définitions (bâtiment à risque normal) |
| ------------ | ---------------- | -------------------------------------- |
| Zone 2       | Sismicité faible | accélération = 1,1 m/s2                |

## Toponymie
Le nom traditionnel des habitants est Los Jaujaquencs en occitan.

## Histoire

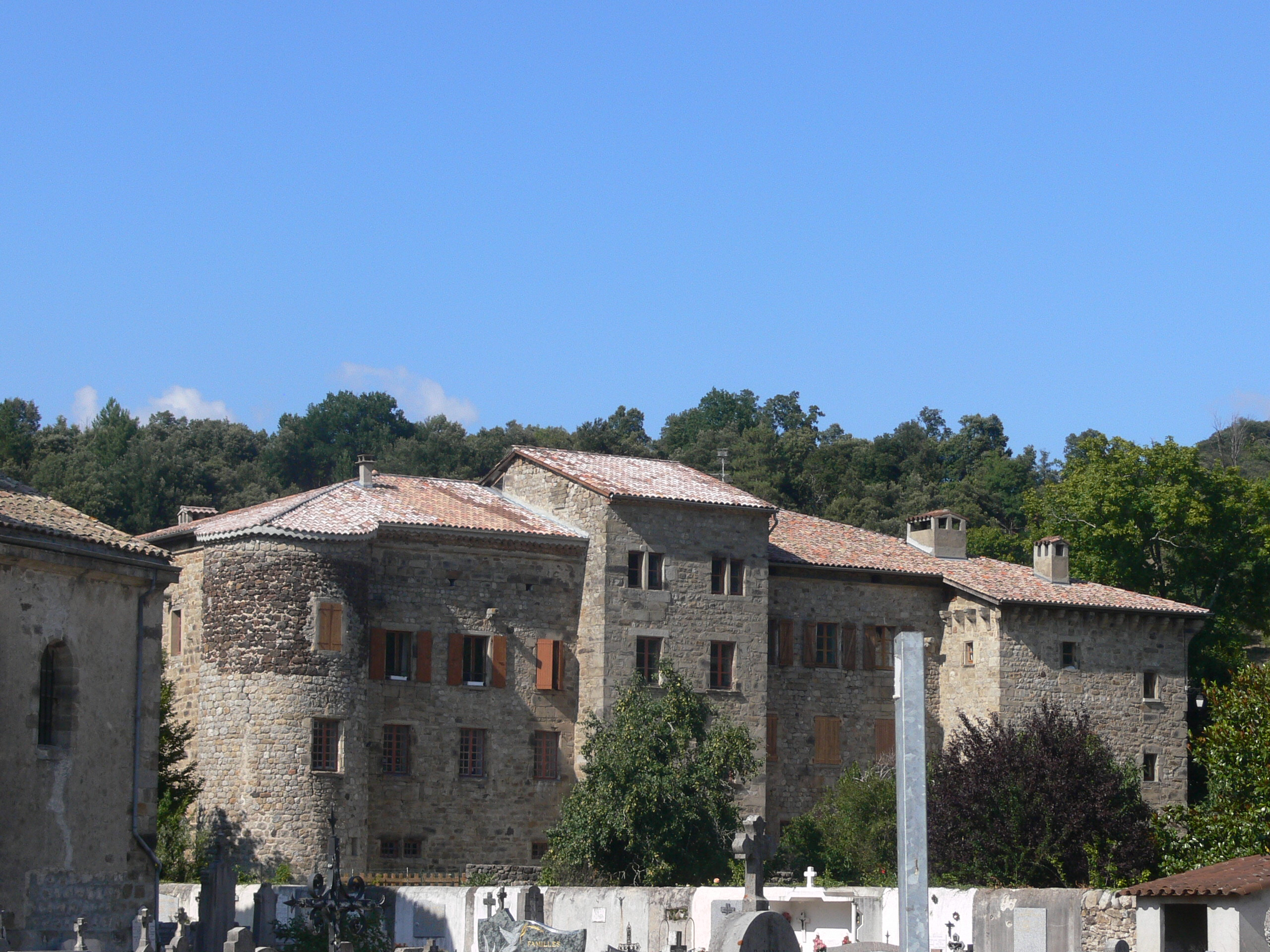
Château de Castrevieille.

Le château de Jaujac porte le nom de cette famille et la commune a adopté son blason.
Sur un plan spirituel, Jaujac semble rattaché à Viviers depuis des temps très anciens (VIIIe siècle). Sur le plan temporel, on trouve trace d'un Albert de Jaujac en 1216, puis de ses descendants. La famille de Jaujac fut liée par mariage aux maisons de Montlaur d'Anduze et de Joyeuse. La famille de Montlaur fut suzeraine d'Aubenas jusqu'au XVIIe siècle. En 1611, Marie de Maubec-Montlaur marquise d'Aubenas épouse Jean-Baptiste d'Ornano.

Albin Mazon, citant Louis de Montravel, note en 1499 l'existence de trois co-seigneurs :  Louis de Lévis, baron de La Voulte seigneur dominant pour les deux tiers, Antoine de Balazuc seigneur de Montréal et Noble Guillaume de Jaujac. Par des jeux d'alliance, le fief devint la propriété de la famille Clastrevielle ou Castrevielle, dont le nom s'éteint en 1668, Blanche de Castrevielle, Jaujac, Rocles, Saint Pierre de Malet, épousant Henri de Montvallat, comte d'Antraigues.

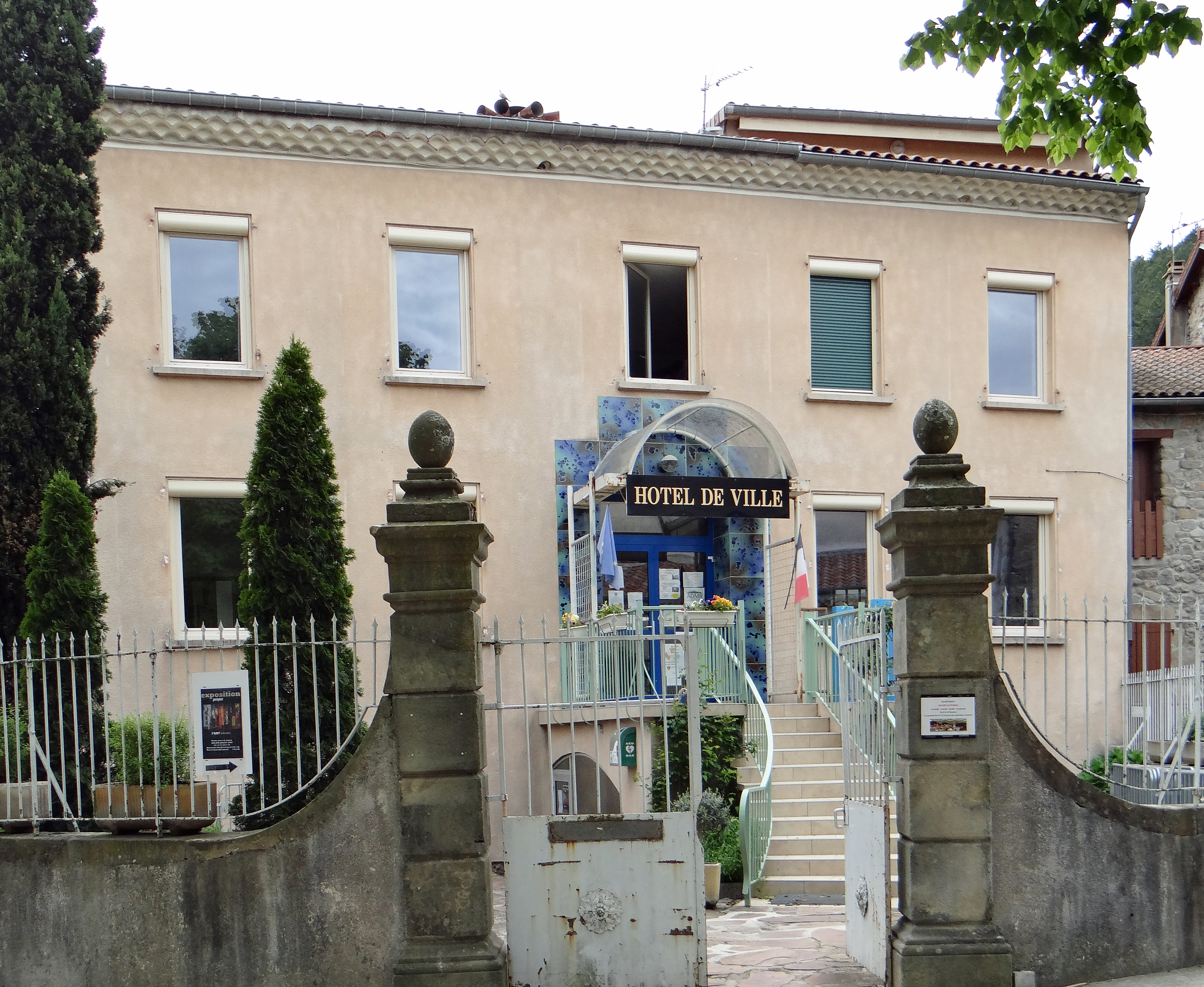
Hôtel de ville.

En 1851 la densité de population de Jaujac dépasse les 100 habitants/km2. Au XVIIe siècle les Hautes Cévennes sont plus peuplées que les plaines des Basses Cévennes, peut-être grâce à la présence du châtaignier dans les hauteurs où il se plaît mieux. Dans les plaines plus basses, c'est le développement du mûrier dès le début du XVIIIe siècle qui a accompagné la croissance démographique commencée au XVIIe siècle.
En novembre 1793, le district du Tanargue transfère son siège de Joyeuse à Jaujac à la suite d'incidents survenus entre ses membres. Ce transfert dura un mois et demi.
En 2023, une consultation est organisée sur la commune, à la suite d'un mouvement de contestation contre l'installation d'une antenne 4G. Le taux de participation est de 30%.

## Politique et administration
| Période                                  | Période                       | Identité            | Étiquette | Qualité                                                      |
| ---------------------------------------- | ----------------------------- | ------------------- | --------- | ------------------------------------------------------------ |
| Les données manquantes sont à compléter. |                               |                     |           |                                                              |
| mars 1965                                | mai 1973                      | Jean Delenne        | PCF       | Médecin, conseiller général du canton de Thueyts (1964-1973) |
| mai 1973                                 | mars 1983                     | Pierre Rouvière     | PCF       |                                                              |
| mars 1983                                | juin 1994                     | Emilien Perre       | PS        |                                                              |
| juin 1994                                | mars 1998                     | Pierre Rouvière     | PCF       |                                                              |
| mars 1998                                | septembre 2010                | Jean-Pierre Bardine | PCF       |                                                              |
| octobre 2010                             | 25 mai 2020                   | René Souléliac      | PS        | Directeur d'école                                            |
| 25 mai 2020                              | En cours (au 20 février 2021) | Marion Houetz       |           | Fonctionnaire départementale                                 |

## Population et société

### Démographie
L'évolution du nombre d'habitants est connue à travers les recensements de la population effectués dans la commune depuis 1793. Pour les communes de moins de 10 000 habitants, une enquête de recensement portant sur toute la population est réalisée tous les cinq ans, les populations de référence des années intermédiaires étant quant à elles estimées par interpolation ou extrapolation. Pour la commune, le premier recensement exhaustif entrant dans le cadre du nouveau dispositif a été réalisé en 2007.

En 2022, la commune comptait 1 229 habitants, en évolution de +1,82 % par rapport à 2016 (Ardèche : +2,48 %, France hors Mayotte : +2,11 %).
| 1793  | 1800  | 1806  | 1821  | 1831  | 1836  | 1841  | 1846  | 1851  |
| ----- | ----- | ----- | ----- | ----- | ----- | ----- | ----- | ----- |
| 1 496 | 1 509 | 1 578 | 1 696 | 2 208 | 2 272 | 2 327 | 2 371 | 2 510 |

| 1856  | 1861  | 1866  | 1872  | 1876  | 1881  | 1886  | 1891  | 1896  |
| ----- | ----- | ----- | ----- | ----- | ----- | ----- | ----- | ----- |
| 2 872 | 2 739 | 2 509 | 2 544 | 2 563 | 2 522 | 2 527 | 2 533 | 1 859 |

| 1901  | 1906  | 1911  | 1921  | 1926  | 1931  | 1936  | 1946  | 1954 |
| ----- | ----- | ----- | ----- | ----- | ----- | ----- | ----- | ---- |
| 1 763 | 1 770 | 1 674 | 1 492 | 1 325 | 1 244 | 1 186 | 1 040 | 918  |

| 1962  | 1968  | 1975  | 1982  | 1990  | 1999  | 2006  | 2007  | 2012  |
| ----- | ----- | ----- | ----- | ----- | ----- | ----- | ----- | ----- |
| 1 047 | 1 093 | 1 077 | 1 085 | 1 020 | 1 065 | 1 167 | 1 181 | 1 170 |

| 2017  | 2022  | - | - | - | - | - | - | - |
| ----- | ----- | - | - | - | - | - | - | - |
| 1 228 | 1 229 | - | - | - | - | - | - | - |

### Enseignement
La commune est rattachée à l'académie de Grenoble.

### Médias
La commune est située dans la zone de distribution de deux organes de la presse écrite :
- L'Hebdo de l'Ardèche

Il s'agit d'un journal hebdomadaire français basé à Valence et diffusé à Privas depuis 1999. Il couvre l'actualité de tout le département de l'Ardèche.
- Le Dauphiné libéré

Il s'agit d'un journal quotidien de la presse écrite française régionale distribué dans la plupart des départements de l'ancienne région Rhône-Alpes, notamment l'Ardèche. La commune est située dans la zone d'édition de Privas / Aubenas.

### Vie locale
- Chaque année autour du 15 août (Fête de l'Assomption), une grande fête votive, aussi connue sous le nom de "Vogue", a lieu sur la place du village. Au programme : fête foraine, courses aux ânes et distributions de pognes (une brioche locale).
- Le comité des fêtes présente tous le long de l'été des concerts,et d'autres animations, les mercredis soir, accompagnés d'un marché nocturne des producteurs locaux.
- La plus grande épreuve cyclotouriste d'Europe[28], l'Ardéchoise, passe régulièrement dans le village de Jaujac[29].

### Cultes
La communauté catholique et l'église paroissiale (propriété de la commune) sont rattachées à la paroisse « Sainte Marie Rivier en Val d’Ardèche », elle-même rattachée au diocèse de Viviers.

## Culture et patrimoine

### Lieux et monuments
- Le pont romain ;
- Le pont du Chastelas ;
- Le Lignon et sa turbine hydro-électrique ;
- Le volcan et sa source d'eau ferrugineuse[31] ;
- Les coulées basaltiques ;
- La Maison du parc des Monts-d'Ardèche dans le Domaine de Rochemure, près de la Coupe de Jaujac ;
- Le château du Bruget[32] ;
- Le château de Castrevieille[33] ;
- L'église Saint-Bonnet ;
- Chapelle Notre-Dame de l'Aulagnet ;
- Le quartier ancien du Chastelas[34].

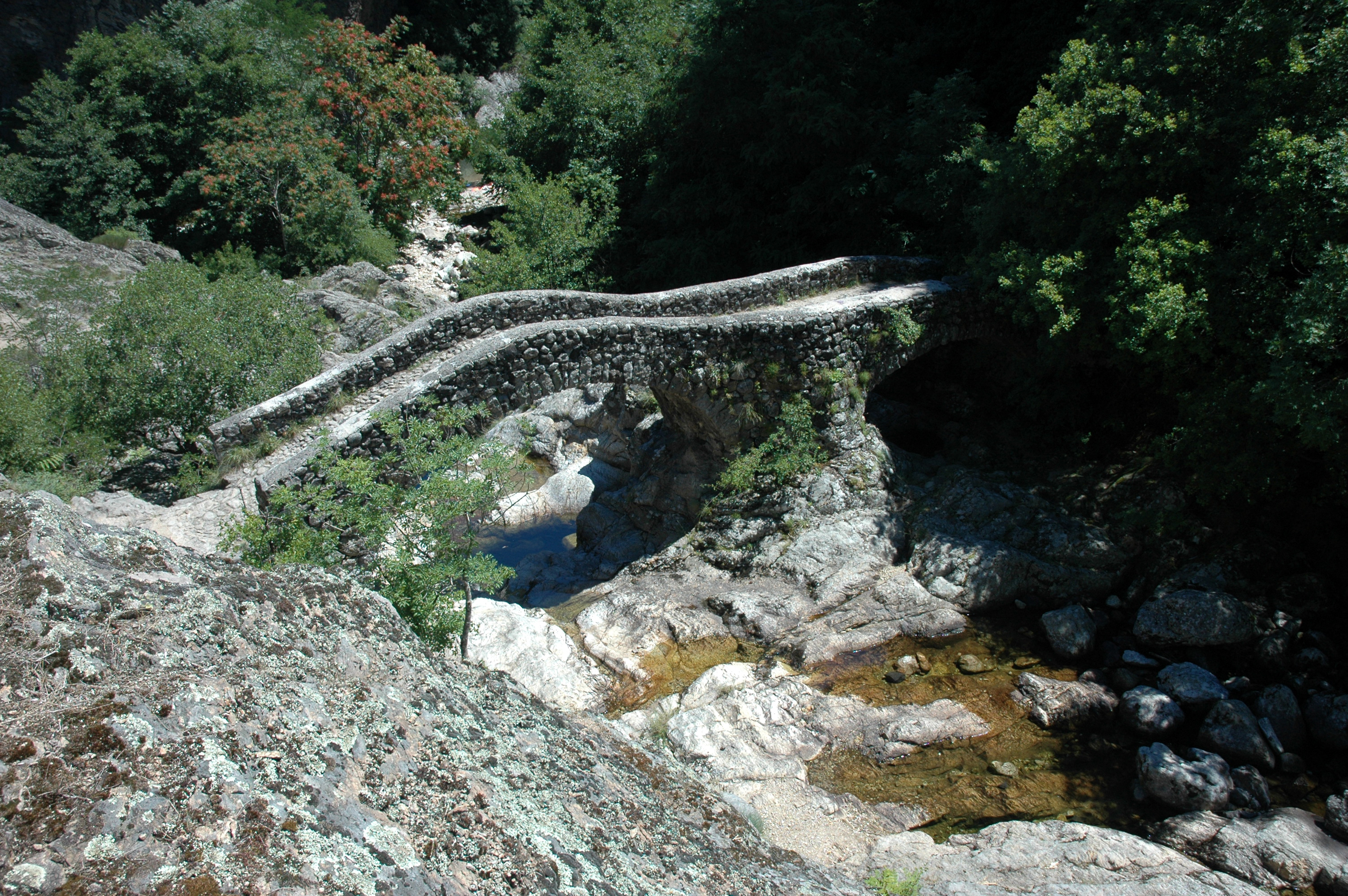
Pont romain.
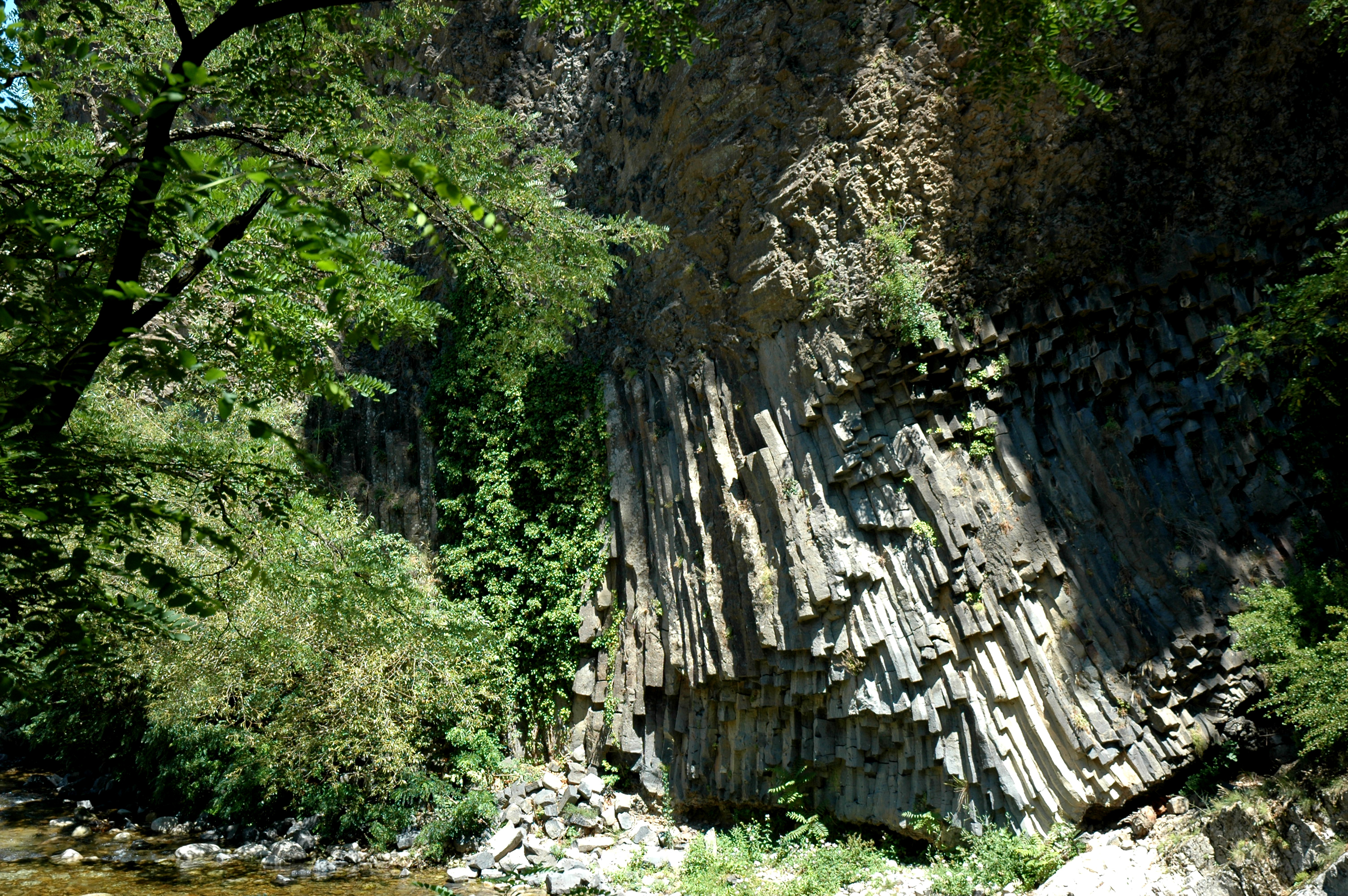
Coulées basaltiques.
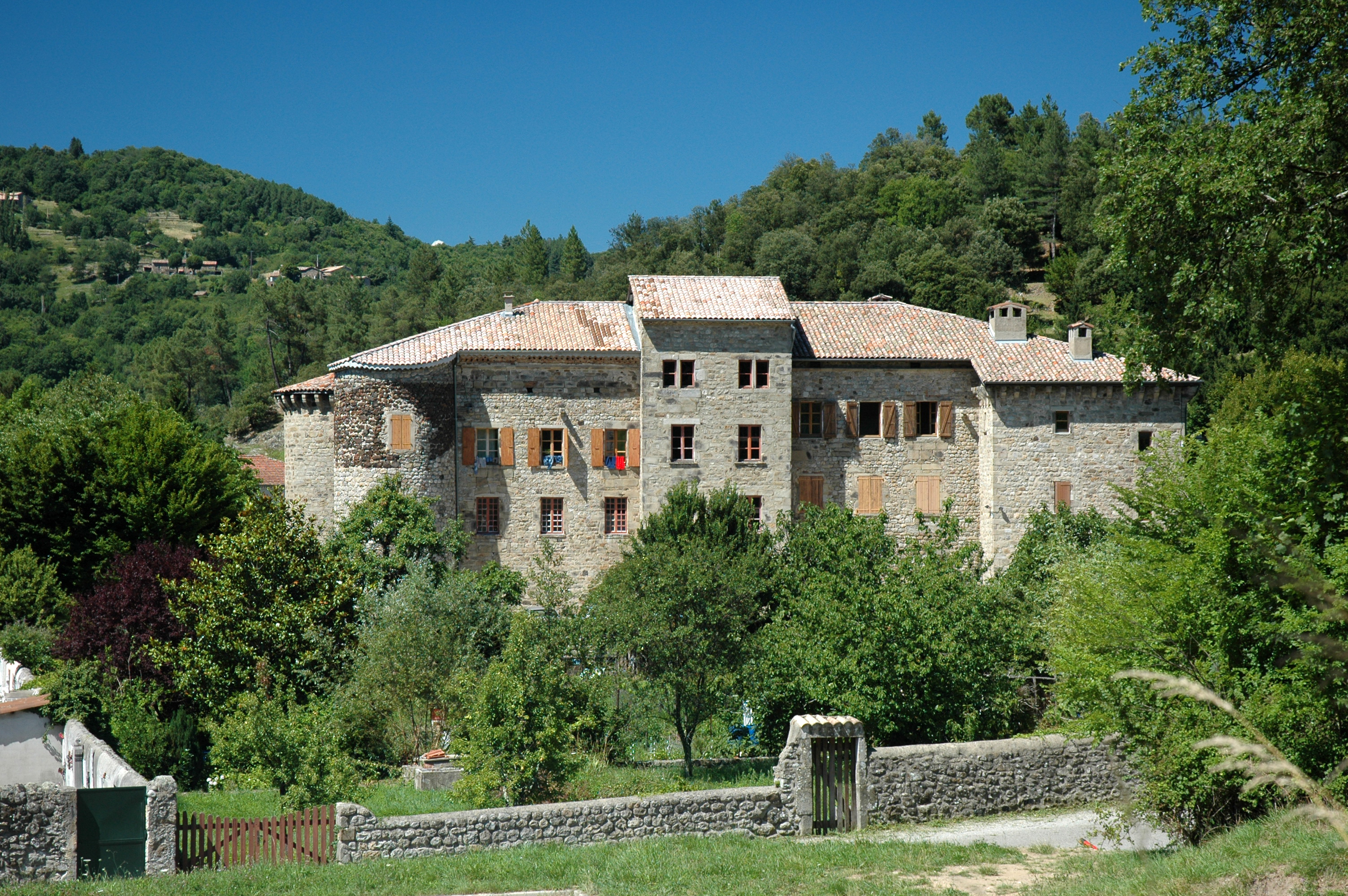
Château de Castrevieille.
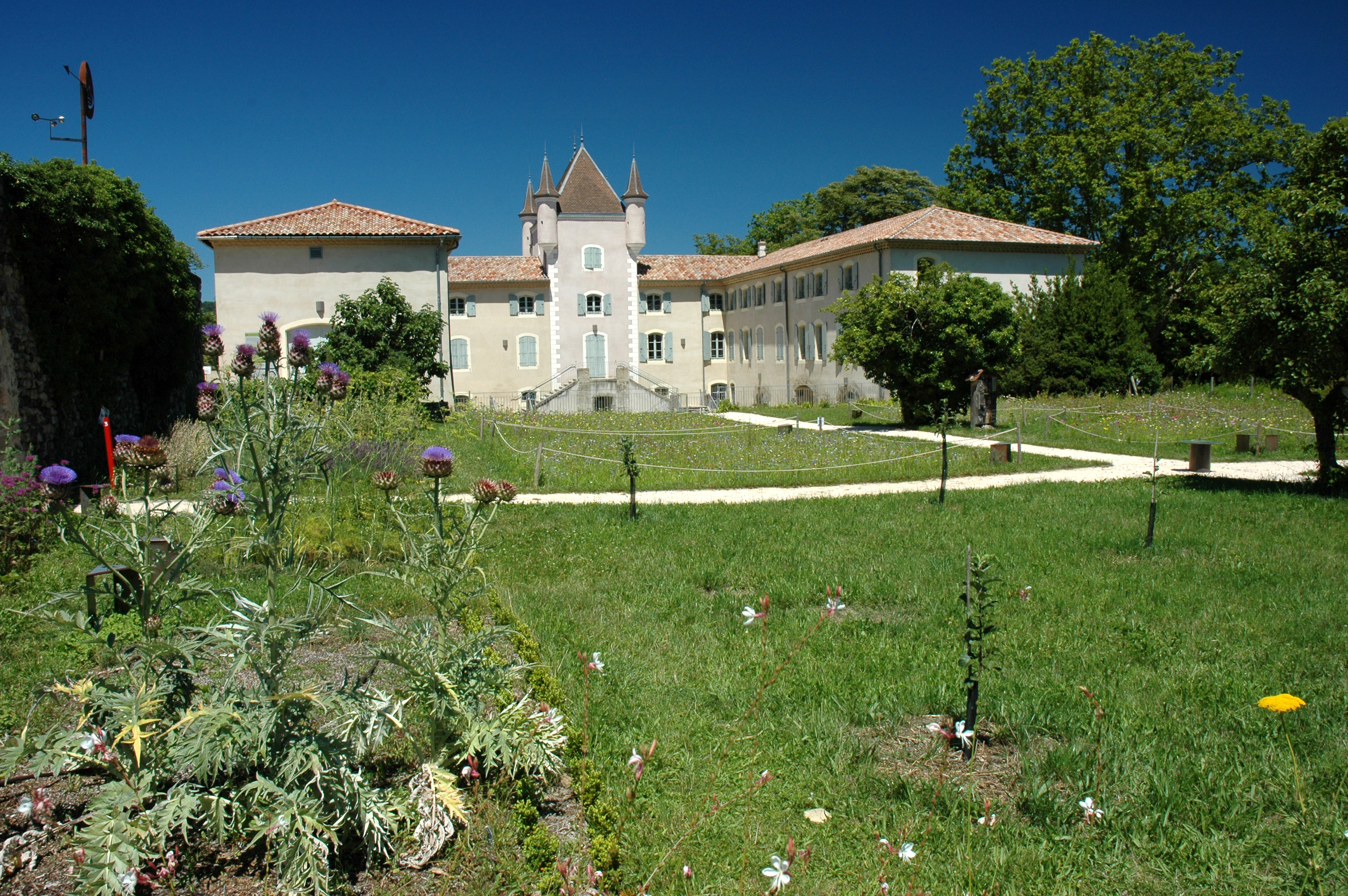
Domaine de Rochemure.
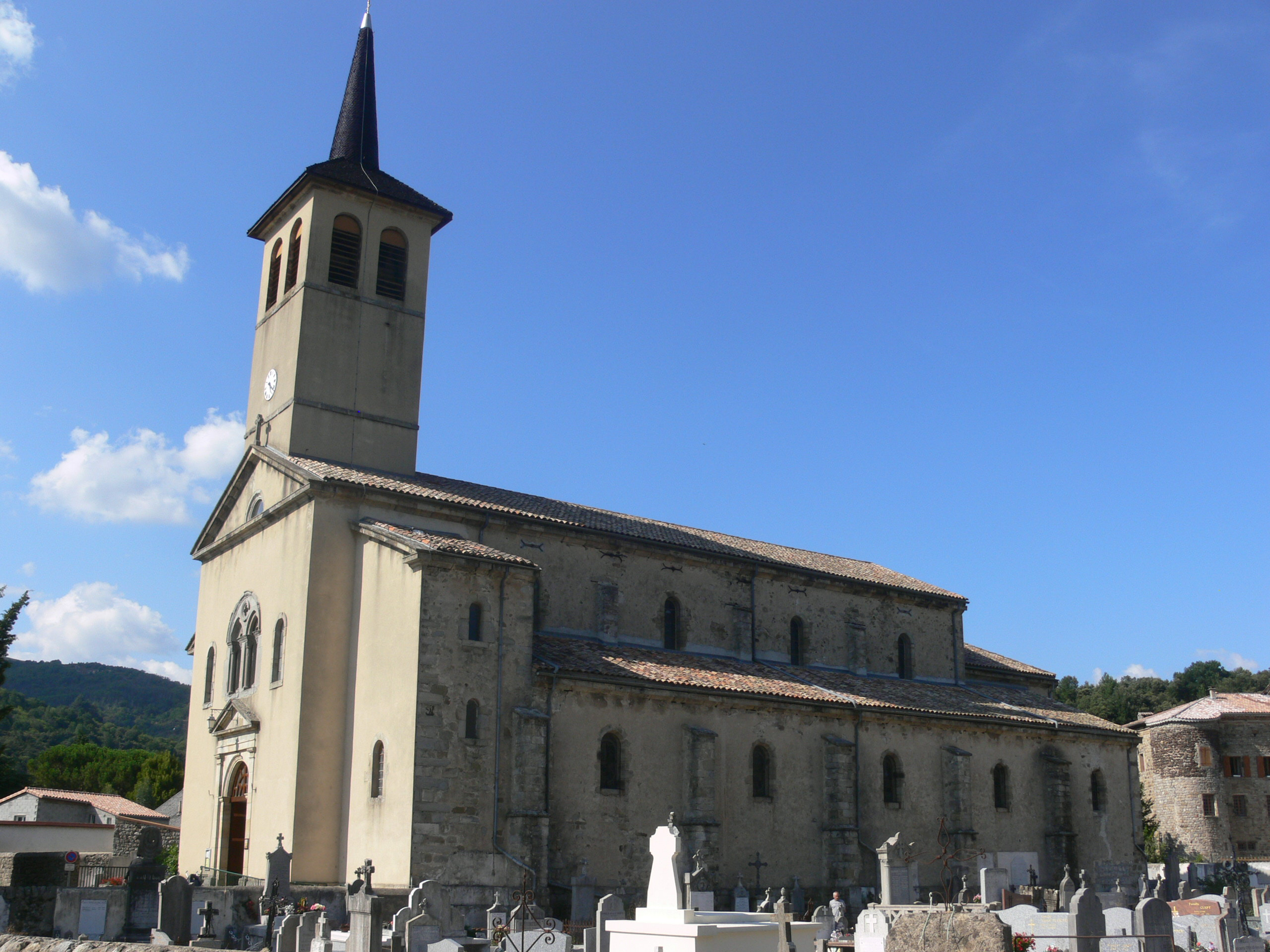
Église Saint-Bonnet.

### Personnalités liées à la commune
- Pierre Dubois-Maurin (1735-1801), homme politique né et décédé à Jaujac, député du tiers état aux états généraux de 1789, maire de Villeneuve-de-Berg, puis maire de Jaujac.
- Marie Joseph Victorin Fabre[35], poète et orateur né à Jaujac le 19 juillet 1785 et mort à Paris le 29 mai 1831.
- Jean Raymond Auguste Fabre dit Augustin Fabre (1792-1839), écrivain né à Jaujac et frère de Victorin Fabre.

### Héraldique
| Blason de Jaujac | Blason  | D'azur à deux lévriers rampants et affrontés d'or. |
| Blason de Jaujac | Détails | Le statut officiel du blason reste à déterminer.   |